# Hawthorn Ridge Cemetery N°2
Le Hawthorn Ridge Cemetery N°2 (cimetière militaire Hawthorn Ridge N°2) est un cimetière militaire de la Première Guerre mondiale, situé sur le territoire de la commune d'Auchonvillers, dans le département de la Somme, au nord-est d'Amiens.

## Localisation
Ce cimetière est situé à 500 m au sud du Hawthorn Ridge Cemetery N°1. Il se trouve à l'intérieur du site mémorial terre-neuvien de Beaumont-Hamel. On y entre par l'entrée du site sur la D 73.

## Histoire

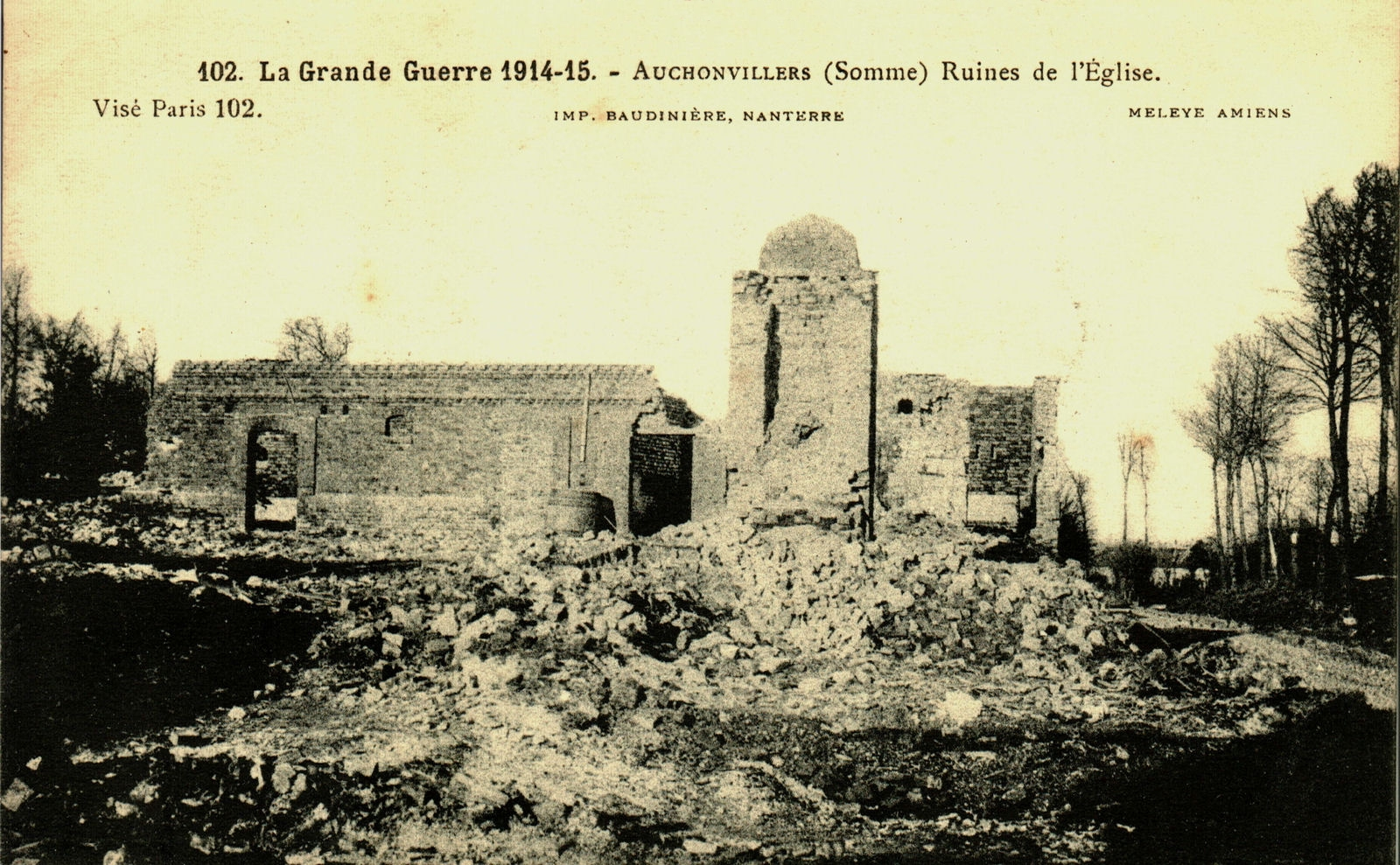
Ruines de l'église d'Auchonvillers à la fin de la guerre.

Le cimetière n°2 de Hawthorn Ridge a été construit par le 5e Corps (en tant que 5e Corps Cemetery N°12) au printemps 1917, qui a rassemblé les corps de soldats britanniques et canadiens tombés pour la grande majorité le 1er juillet 1916, premier jour de la bataille de la Somme.

Il a été baptisé Hawthorn Ridge qui signifie Crête d'aubépines.
 
Il y a maintenant plus de 214 victimes de la guerre 1914-18 commémorées sur ce site dont 65 sont non identifiés.

## Caractéristique
Le cimetière a un plan rectangulaire de 40 m sur 20. Il est clos par un mur de moellons et une haie d'arbustes.

## Galerie

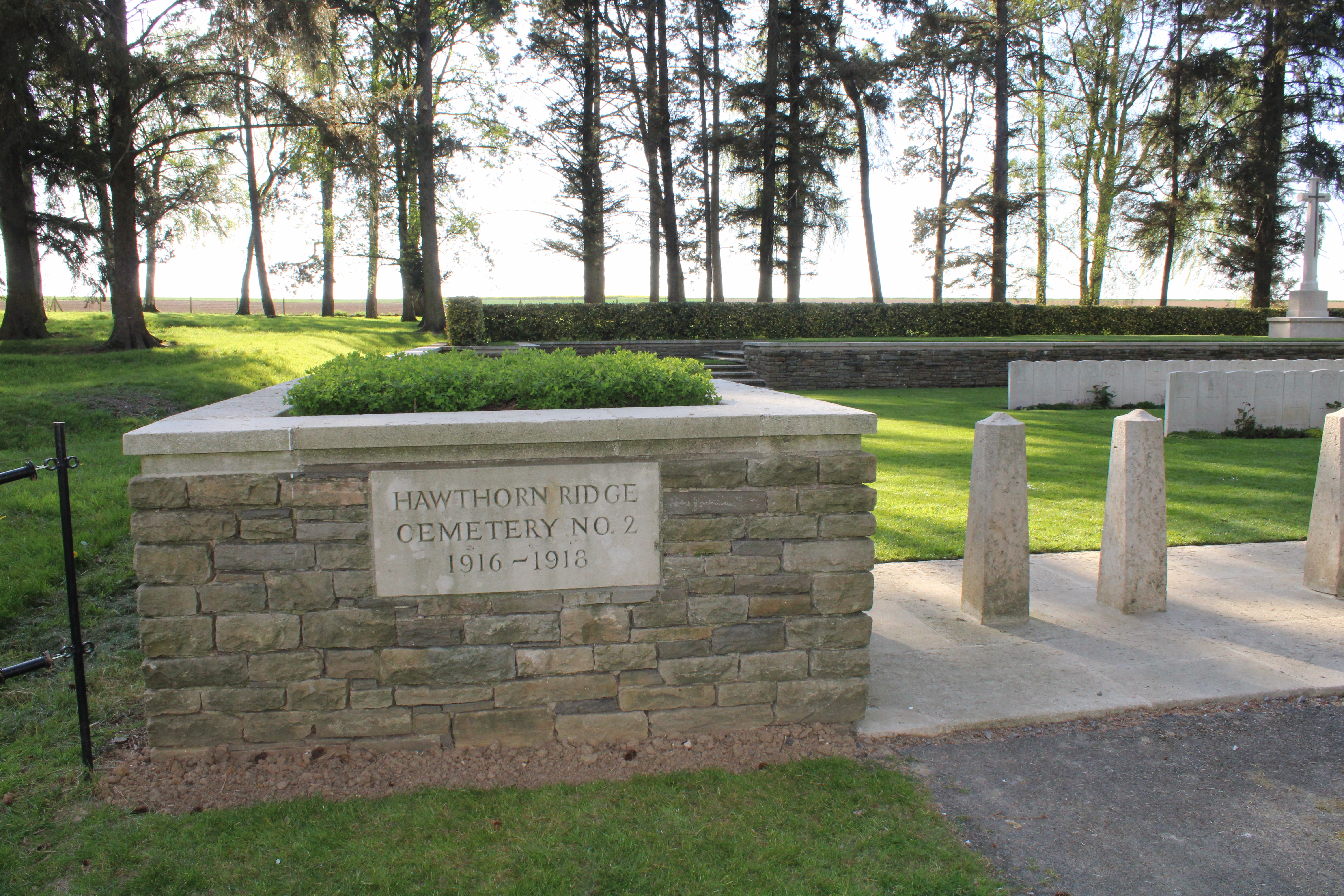
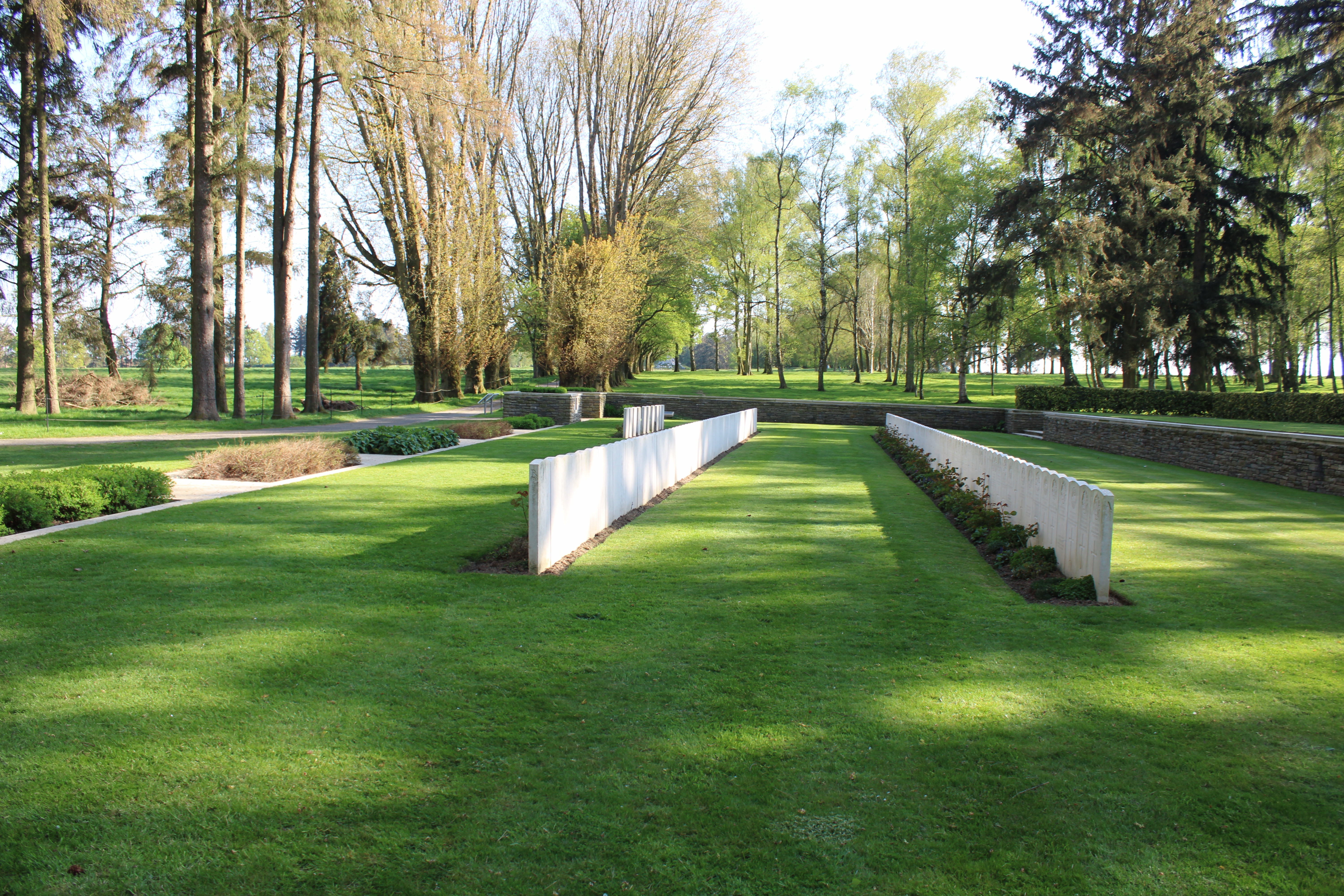
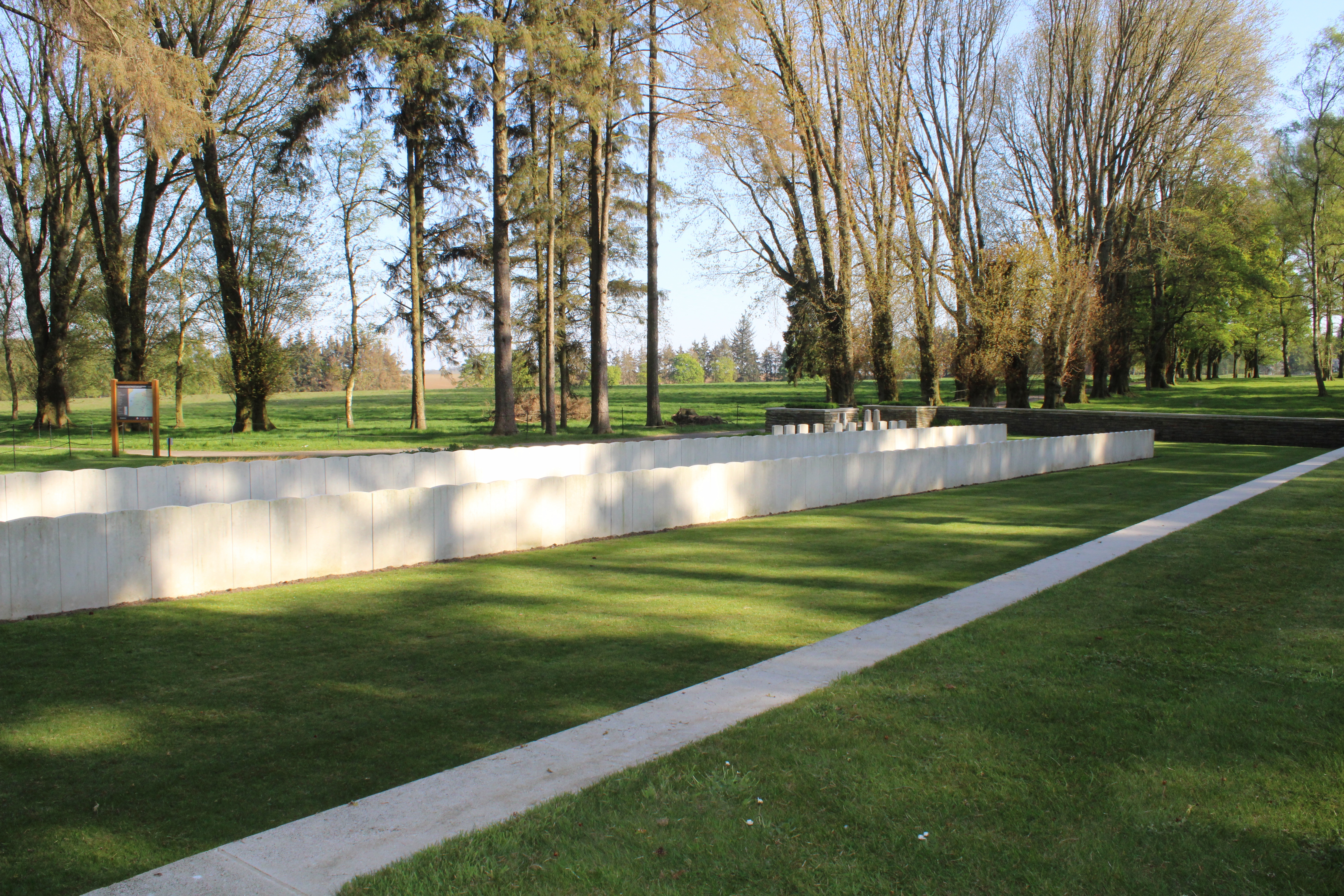
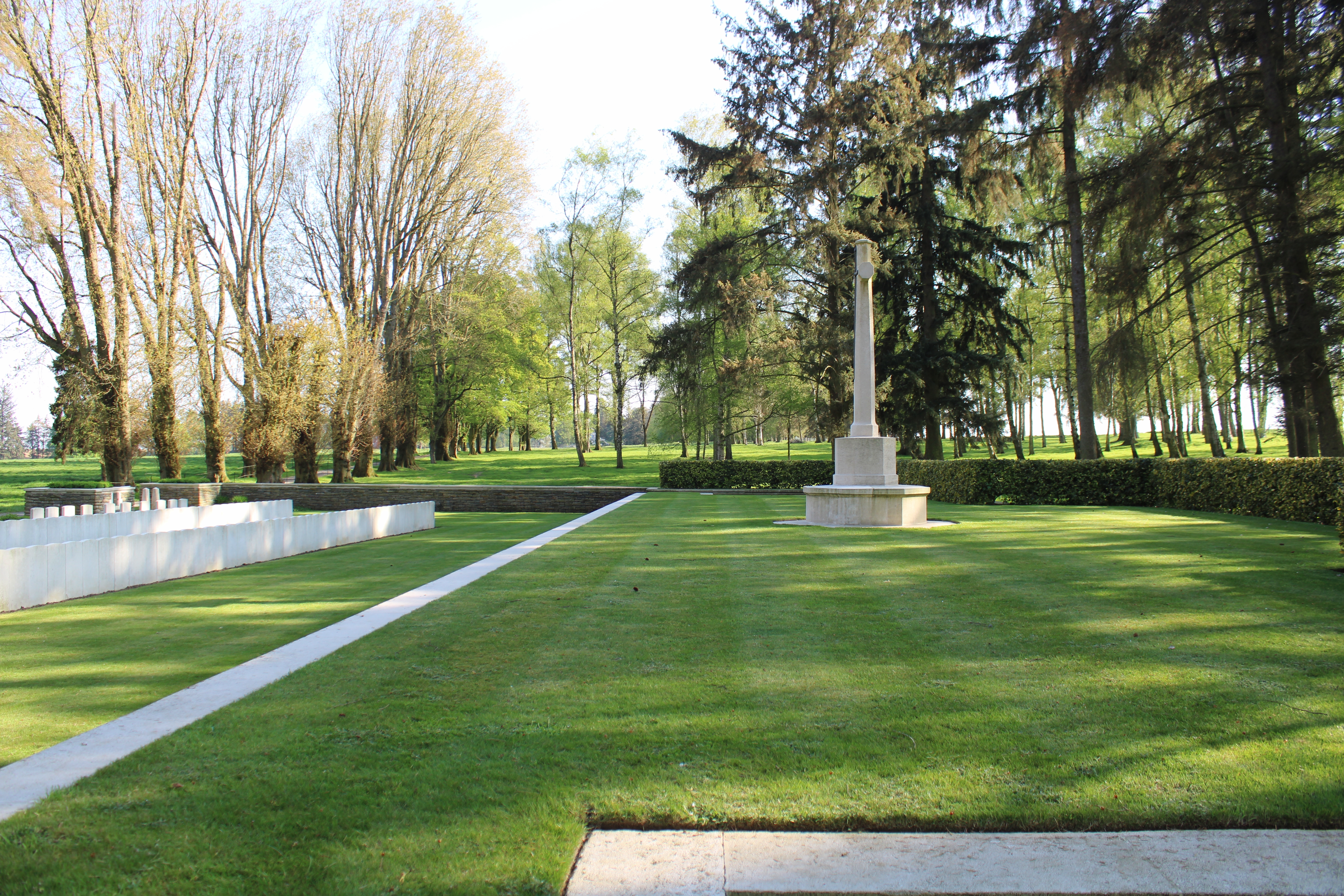
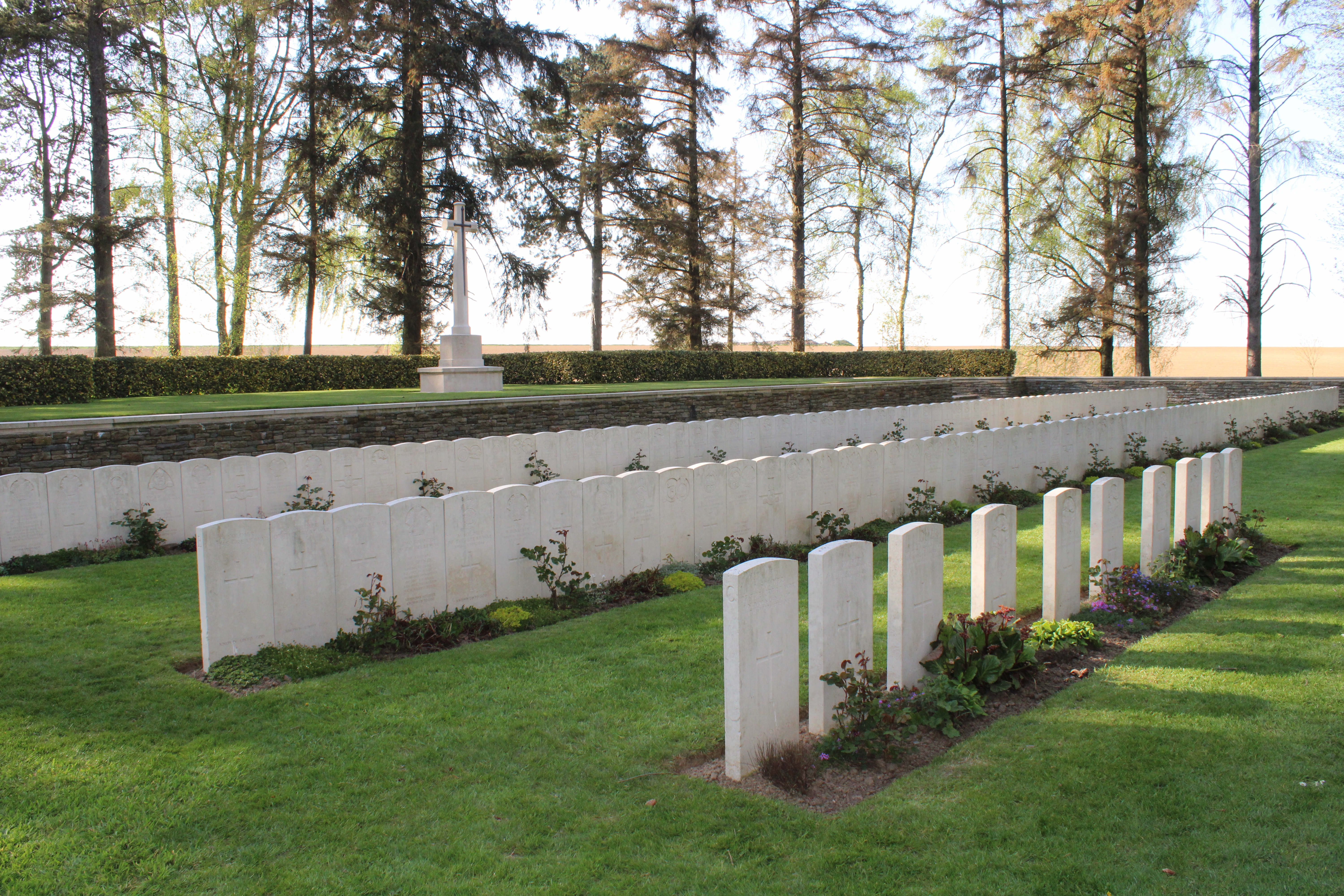

## Sépultures
| Pays        | Sépultures |
| ----------- | ---------- |
| Royaume-Uni | 190        |
| Canada      | 24         |
| Total       | 214        |